# 小林興起
小林 興起（こばやし こうき、1944年〈昭和19年〉1月1日 – ）は、日本の政治家、通産官僚。
衆議院議員（5期）、労働政務次官（第2次橋本内閣）、財務副大臣（第1次小泉改造内閣）、衆議院安全保障委員長、衆議院法務委員長、自由民主党国会対策委員会副委員長、新党日本代表代行（初代）、減税日本代表代行（初代）、オリーブの木代表（初代）を歴任した。

## 来歴・人物
東京都練馬区小竹町出身。千代田区立九段中学校、東京都立日比谷高等学校卒業。1966年3月、東京大学法学部卒業。同年4月、通商産業省へ入省。
1973年、政府派遣留学でペンシルベニア大学院修士を修了してMBAを取得。帰国後に資源エネルギー庁、通商産業省産業政策局などを歴任し、1980年に聖心女子大学で非常勤講師を務めた。衆院選立候補準備のため1982年に通産省を退官。

### 政界へ
1983年の第37回衆議院議員総選挙に旧東京5区（定数3）から無所属で立候補するも、候補者6人中6位で落選。1986年の総選挙も無所属で立候補するが次点で落選。
1990年の総選挙で自由民主党は現職の中村靖と小林の2人に公認を出す。社会党ブームに乗った高沢寅男が一気に票を伸ばしトップ当選を果たし、小林は得票数2位で初当選。中村は次点で落選した。当選同期には岡田克也・亀井久興・中谷元・福田康夫・石原伸晃らがいる。自民党で安倍晋太郎→三塚博派（清和会）に属した。
1993年の総選挙では新党ブームに押され、次点で落選。中村も落選した。
1996年10月の第41回衆議院議員総選挙では東京10区から立候補し2回目の当選を果たす。同年11月、第2次橋本内閣において労働政務次官に就任。
1998年8月、亀井静香や平沼赳夫らと清和会を離脱。1999年3月に志帥会（江藤隆美・亀井静香派）の旗揚げに参加した。
2000年6月の第42回衆議院議員総選挙で3回目の当選。敗れた民主党の鮫島宗明は比例復活で当選。
2002年に鈴木宗男事件では、自民党予算委員会の証人喚問で鈴木宗男が、「島田建設からの金銭供与は政治資金規正法に基づいている」「モザンビーク共和国洪水災害への国際緊急援助隊の派遣に反対や異議を述べることはあり得ない」「島田建設株式会社側による秘書給与の肩代わりの事実関係を承知していない」と述べた証言を偽証と判断し、議院証言法違反での告発に賛成した。同年、第1次小泉内閣で財務副大臣を務めた。
2003年11月の第43回衆議院議員総選挙で4回目の当選。鮫島も再び比例復活で当選。
2005年7月5日、衆議院本会議で行われた郵政民営化法案採決で反対票を投じた。直後から、郵政法案反対派の急先鋒として各種メディアで認知度が高まる。同年8月8日、参議院本会議で郵政民営化関連法案が否決されると、小泉純一郎首相は衆議院を解散し、「反対票を投じた自民党議員は公認せず、全員に対立候補を立てる」と発表した。このとき、小林の選挙区である東京10区に目を付けたのが、比例近畿ブロックの小池百合子衆議院議員であった。以前より東京進出を目論んでいた小池は、内閣総理大臣秘書官の飯島勲に素早く連絡し、刺客として東京10区から立つ意向を告げた。小林は、自民党から離党を余儀なくされ、第44回衆議院議員総選挙では新党日本から立候補した。同党では代表代行を務めたが、小林も鮫島も小池に大差で敗れた。比例東京ブロックでも落選した。

### 自民党離党後

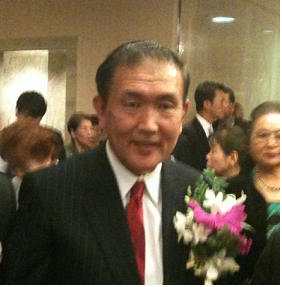
2009年

2005年10月、自民党から除名される。2006年11月1日に郵政民営化反対を主張している国民新党へ移籍し、2007年7月の参院選に比例区から立候補したが落選した。
落選後の2007年10月にオープンインタフェースの社外取締役に就任し、2009年6月に任期切れのため退任した。
2008年8月末に国民新党を離党して無所属で東京10区から立候補を目指したが、2009年7月の衆議院解散後に民主党の小沢一郎から要請を受けて民主党へ入党し、比例東京ブロックより単独で立候補。東京10区では、民主党候補で江端貴子を支援した。同年8月30日の第45回衆議院議員総選挙で5回目の当選を果たした。

### 民主党除籍
2012年の消費増税をめぐる政局では、6月26日の衆議院本会議で行われた消費増税法案の採決で、党の賛成方針に反して反対票を投じ、社会保障制度改革推進法案・認定こども園法改正案に賛成した。民主党は7月3日の常任幹事会で党員資格停止2か月の処分とし、7月9日の常任幹事会で正式決定した。
8月9日に民主党へ離党届を提出し、国民の生活が第一などが提出した内閣不信任決議案に賛成した。民主党は8月29日の常任幹事会で除籍処分を正式決定した。今後は石原慎太郎らが新党を結成した場合は参加し、次期衆院選で再び東京10区から立候補したい意向を示した。

### 減税日本から日本未来の党へ
当初は新党参加の意向を示していたが、2012年8月17日に、同じく民主党に離党届を提出した小泉俊明とともに減税日本に合流して代表代行を務めた。今後も結成が予想される新党や大阪維新の会などとの連携を進め、第三極形成を模索するとしていた。
その後減税日本は、日本維新の会や太陽の党との合流を模索したが、維新側が減税の合流を拒否したため、小林は日本維新の会への入党を目指して、2012年11月21日に、減税日本へ離党届を提出したところ、一時は河村の「預かり」となるが、日本維新の会の公認が得られずに減税へ復帰して、減税日本・反TPP・脱原発を実現する党の結党に参加した。
2012年12月の第46回衆議院議員総選挙には、愛知13区から日本未来の党の公認で立候補するも落選し、比例復活もならなかった。

### 政治団体「つばさ日本」を設立
2013年4月26日に政治団体「つばさ日本」の設立を発表した。同団体は中松義郎を最高顧問に迎え、脱原発や消費増税反対などの政策と、自主外交や自衛隊増強などの保守的政策が混在する保守中道的な政治的立場を掲げ、2013年参院選への立候補に意欲を示したが、候補者擁立に難航して断念した。
2014年4月28日に「つばさ日本」を「国民党」に改称し、引き続き代表を務めることを発表した。
2016年6月12日に、第24回参議院議員通常選挙に東京都選挙区から「国民怒りの声」公認候補として立候補すると発表。7月10日の投開票で落選した。
2018年8月に、休眠状態であった国民党を「自由国民党」に改めて政治団体の活動を再開した。

### 政治団体「オリーブの木」を設立
2019年5月20日、市民団体代表の黒川敦彦、元外務省職員の天木直人、千葉県議会議員の西尾憲一らと共に政治団体「オリーブの木」（現・つばさの党）を結成した。同月21日、東京都内で記者会見を開き、同年7月の第25回参議院議員通常選挙に「オリーブの木」から立候補すると発表し、党代表に就任した。当初は東京都選挙区から立候補する予定だったが、6月17日、参議院比例区に変更すると発表した
同年6月、小林と黒川は都内在住の会社経営者のもとを訪れ、「参院選に10人の候補者を立てたい。ついては一人あたま1000万円の選挙資金が必要になるので1億円を貸してほしい」と頼んだ。会社経営者は「黒川は小僧だが、小林さんは著名な元議員。1人くらいは受かるだろう」と思い、黒川の指示で1億円を「オリーブの木」の口座に振り込んだ。
同年7月2日、オリーブの木代表を辞任した。黒川が後任の代表に就いたが、「小林が代表でないなら選挙を手伝えない」と小林の支持者の一部が反発。それを受け小林は公示前日の7月3日、参議院議員選挙の立候補を取りやめると発表した。同月、役員人事や政治手法、歴史観や共通政策の違いを理由に小林はオリーブの木を離党した。7月21日、投開票。オリーブの木公認の候補者10人は全員落選した。小林をあてにして1億円を貸した会社経営者はのちに黒川を相手取り貸金返還請求訴訟を提起し、勝訴判決を得るも、結局踏み倒された。

### 政治団体「新党やまと」を設立
2019年の政治資金収支報告書によれば、同年中に自由国民党を「新党やまと」に再度改称し、引き続き代表に就いた。
2021年7月16日に東京都庁で記者会見を開き、第49回衆議院議員総選挙に東京9区から立候補すると発表した。当初は無所属で立候補すると表明していたが、8月23日には自らが代表を務める政治団体「新党やまと」から立候補し、比例東京ブロックへ新人4人の擁立すると発表した。
同年10月31日に行われた衆院選・東京9区には立憲民主党の山岸一生、自民党の安藤高夫、日本維新の会の南純、新党やまとの小林の4人が立候補し、小林は4番目の得票数で落選した。新党やまとの候補者は全員落選した。
2024年6月10日、同年7月7日投開票の東京都知事選挙に無所属で立候補すると表明したが、6月16日に出馬を取り辞める意向を示した。元航空幕僚長の田母神俊雄の支援に回るという。
2025年の第27回参議院議員通常選挙では、東京都選挙区に新党やまと公認で渋谷莉孔を擁立したが、落選した。

## 選挙歴
| 当落 | 選挙                     | 執行日         | 年齢 | 選挙区    | 政党         | 得票数     | 得票率 | 定数 | 得票順位 /候補者数 | 政党内比例順位 /政党当選者数 |
| ---- | ------------------------ | -------------- | ---- | --------- | ------------ | ---------- | ------ | ---- | ------------------ | ---------------------------- |
| 落   | 第37回衆議院議員総選挙   | 1983年12月18日 | 39   | 旧東京5区 | 無所属       | 2万2569票  | 6.56%  | 3    | 6/6                | /                            |
| 落   | 第38回衆議院議員総選挙   | 1986年07月06日 | 42   | 旧東京5区 | 無所属       | 6万9322票  | 18.60% | 3    | 4/5                | /                            |
| 当   | 第39回衆議院議員総選挙   | 1990年02月18日 | 46   | 旧東京5区 | 自由民主党   | 10万3179票 | 23.63% | 3    | 2/8                | /                            |
| 落   | 第40回衆議院議員総選挙   | 1993年07月18日 | 49   | 旧東京5区 | 自由民主党   | 6万1276票  | 14.54% | 3    | 4/12               | /                            |
| 当   | 第41回衆議院議員総選挙   | 1996年10月20日 | 52   | 東京10区  | 自由民主党   | 5万2787票  | 30.66% | 1    | 1/6                | /                            |
| 当   | 第42回衆議院議員総選挙   | 2000年06月25日 | 56   | 東京10区  | 自由民主党   | 7万1318票  | 38.76% | 1    | 1/4                | /                            |
| 当   | 第43回衆議院議員総選挙   | 2003年11月09日 | 59   | 東京10区  | 自由民主党   | 8万1979票  | 45.18% | 1    | 1/4                | /                            |
| 落   | 第44回衆議院議員総選挙   | 2005年09月11日 | 61   | 東京10区  | 新党日本     | 4万1089票  | 18.73% | 1    | 3/4                | /                            |
| 落   | 第21回参議院議員通常選挙 | 2007年07月29日 | 63   | 比例区    | 国民新党     |            |        | 48   | /                  | /                            |
| 当   | 第45回衆議院議員総選挙   | 2009年08月30日 | 65   | 比例東京  | 民主党       |            |        | 17   | /                  | 4/8                          |
| 落   | 第46回衆議院議員総選挙   | 2012年12月16日 | 68   | 愛知13区  | 日本未来の党 | 3万7405票  | 15.28% | 1    | 3/4                | /                            |
| 落   | 第24回参議院議員通常選挙 | 2016年07月10日 | 72   | 東京都    | 国民怒りの声 | 8万2357票  | 1.32%  | 6    | 12/31              | /                            |
| 落   | 第49回衆議院議員総選挙   | 2021年10月31日 | 77   | 東京9区   | 新党やまと   | 1万5091票  | 5.64%  | 1    | 4/4                | /                            |

## 政策・主張
- 選択的夫婦別姓制度に「どちらかといえば賛成」[42]。「夫婦別姓制度の導入を図る民法改正反対に関する請願」を第154回国会に提出している[43]。
- TPPに慎重[44]。
- 中選挙区制推進[45]。
- 9条を含め、日本国憲法の改正に賛成。但し、与党(自民党)改憲案には反対の立場をとっている。
- 消費税率は5%に戻すべきだと主張している。
- 「日本は米国から自立すべき。」だと主張している。
- 原発は最早必要無いとしている。

## 発言
予算委員会のメンバーに対して公開された尖閣諸島中国漁船衝突事件に関するビデオを見たあと、「向こうが逃げまどって、当たっちゃったということだ。衝撃があるような当たり方じゃない。ぶつかる瞬間はカメラの位置からして見えない」と発言した。

## エピソード
後進の育成
「小林興起政経塾」を主宰し、多くの門下生が地方選挙で当選している。門下生の一人に倉田麗華（練馬区議会議員、国民新党）。
落選中
最初の選挙で落選した後は、支出を抑えるため毎食立ち食い蕎麦、おにぎり、中華蕎麦、ギョウザのローテーションにし、一日あたりの出費を1000円以下とした。
議員会館事務所所員に中牧昭二がいた。山下莉奈も所属していたが2010年末で退職。詳細は当該項参照。

## 不祥事

### 公職選挙法違反
2005年、小林の秘書2人が公職選挙法違反の詐偽投票容疑で逮捕された。

### 献金記載漏れ
小林の政治団体が、商品先物取引業者の政治団体から2001年までの3年間に献金された計580万円を、政治資金規正法で義務付けられた政治資金収支報告書に記載していなかった。

## 所属していた団体・議員連盟
- 真の人権擁護を考える懇談会
- 朝銀問題を考える超党派の会
- 日本の前途と歴史教育を考える議員の会（副幹事長）
- 平和を願い真の国益を考え靖国神社参拝を支持する若手国会議員の会

## 家族
妻は元東京都渋谷区議会議員の奈良明子、奈良との間に3男がいる。

## 著書
- 『「新井戸端会議」文化論』創知社、1985年2月。
- 『日本の未来をあきらめない : 知的創造大国への道』出版文化社、2003年9月。ISBN 4883382877。
- 『決意!新日本創造への挑戦 : 小林興起対談集』出版文化社、2005年7月。ISBN 4883383180。
- 『主権在米経済 : 「郵政米営化」戦記 : これからも貢ぎ続ける日本でいいのか?』光文社〈Kobunsha paperbacks ; 81〉、2006年5月。ISBN 4334933815。
- 『裏切る政治 : なぜ「消費増税」「TPP参加」は簡単に決められてしまうのか』光文社、2012年8月。
- 菊池英博、三橋貴明、藤井聡 対談『日はまた昇る : 新党やまと創設記』講談社エディトリアル、2023年9月。

## 出演番組
- ビートたけしのTVタックル（テレビ朝日）
- 西部邁ゼミナール（TOKYO MX、平成二十二年（2010年）八月二十一日）
- 淳と隆の週刊リテラシー（TOKYO MX、2015年9月26日）